# Apha arisana
Apha arisana là một loài bướm đêm thuộc họ Eupterotidae được Shōnen Matsumura mô tả lần đầu năm 1927. Loài này có ở Trung Quốc và Đài Loan.